# Хлистунівська сільська рада
Хлистуні́вська сільська́ ра́да — адміністративно-територіальна одиниця та орган місцевого самоврядування в Городищенському районі Черкаської області. Адміністративний центр — село Хлистунівка.

## Загальні відомості
- Населення ради: 2 429 осіб (станом на 2001 рік)

## Населені пункти
Сільській раді підпорядковані населені пункти:
- с. Хлистунівка

## Склад ради
Рада складається з 16 депутатів та голови.
- Голова ради: Сенкевич Наталія Олександрівна
- Секретар ради: Дирда Наталія Олексіївна

### Керівний склад попередніх скликань
| Прізвище, ім'я, по батькові    | Основні відомості                                                             | Дата обрання | Дата звільнення |
| ------------------------------ | ----------------------------------------------------------------------------- | ------------ | --------------- |
| Дудник Микола Миколайович      | Сільський голова, 1961 року народження, освіта середня загальна, безпартійний | 26.03.2006   | 31.10.2010      |
| Дудник Микола Миколайович      | Сільський голова, 1961 року народження, освіта середня загальна, безпартійний | 31.10.2010   | 17.04.2014      |
| Сенкевич Наталія Олександрівна | Сільський голова, 1975 року народження, освіта вища, позапартійна             | 26.10.2014   |                 |

Примітка: таблиця складена за даними сайту Верховної Ради України

### Депутати
За результатами місцевих виборів 2010 року депутатами ради стали:

#### За суб'єктами висування
| Суб'єкт висування                                       | Кількість обраних депутатів | %    |
| ------------------------------------------------------- | --------------------------- | ---- |
| Партія регіонів                                         | 8                           | 50   |
| Самовисування                                           | 5                           | 31,3 |
| Політична партія «Нова політика»                        | 2                           | 12,5 |
| Політична партія Всеукраїнське об'єднання «Батьківщина» | 1                           | 6,3  |

#### За округами
| № округу                                                | Прізвище, ім'я, по батькові     | Дата визнання обраним | Освіта             | Партійна приналежність                 | Відомості про обраного депутата               |
| ------------------------------------------------------- | ------------------------------- | --------------------- | ------------------ | -------------------------------------- | --------------------------------------------- |
| Партія регіонів                                         |                                 |                       |                    |                                        |                                               |
| 2                                                       | Пилипенко Анатолій Михайлович   | 08.11.2010            | середня            | позапартійний                          | Злистунівський ЖБК, працівник                 |
| 3                                                       | Новікова Лариса Миколаївна      | 08.11.2010            | вища               | позапартійна                           | тимчасово не працює                           |
| 4                                                       | Братченко Ганна Іванівна        | 08.11.2010            | вища               | позапартійна                           | тимчасово не працює                           |
| 5                                                       | Дуженко Дарина Анатоліївна      | 08.11.2010            | середня            | позапартійна                           | тимчасово не працює                           |
| 9                                                       | Постернак Микола Андрійович     | 08.11.2010            | середня            | позапартійний                          | Хлистунівське кар"єроуправління, працівник    |
| 10                                                      | Дирда Наталія Олексіївна        | 08.11.2010            | вища               | позапартійна                           | Хлистунівський НВК, вчитель                   |
| 12                                                      | Крицька Любов Миколаївна        | 08.11.2010            | вища               | позапартійна                           | ССПРФО в Городищенському РВГ УМВС, спеціаліст |
| 13                                                      | Сенкевич Віктор Миколайович     | 08.11.2010            | вища               | позапартійний                          | Хлистунівський НВК, вчитель                   |
| Політична партія Всеукраїнське об'єднання «Батьківщина» |                                 |                       |                    |                                        |                                               |
| 7                                                       | Нечухраний В'ячеслав Васильович | 08.11.2010            | середня            | позапартійний                          | Хлистунівське кар"єроуправління, працівник    |
| Політична партія «Нова політика»                        |                                 |                       |                    |                                        |                                               |
| 11                                                      | Сабалдаш Андрій Андрійович      | 08.11.2010            | вища               | член Політичної партії «Нова політика» | Хлистунівський НВК, вчитель                   |
| 16                                                      | Баб'як Андрій Андрійович        | 08.11.2010            | вища               | член Політичної партії «Нова політика» | фізична особа-підприємець                     |
| Самовисування                                           |                                 |                       |                    |                                        |                                               |
| 1                                                       | Старик Михайло Прокопович       | 25.01.2015            | середня спеціальна | позапартійний                          | Городищенське газове господарство, слюсар     |
| 6                                                       | Стародуб Любов Василівна        | 08.11.2010            | середня            | позапартійна                           | Хлистунівська амбулаторія, фельдшер           |
| 8                                                       | Терлига Володимир Васильович    | 08.11.2010            | вища               | позапартійний                          | тимчасово не працює                           |
| 14                                                      | Дудник Сергій Васильович        | 08.11.2010            | середня            | позапартійний                          | Хлистунівське кар"єроуправління, працівник    |
| 15                                                      | Матвійко Сергій Миколайович     | 08.11.2010            | середня            | позапартійний                          | фізична особа-підприємець                     |

## Природно-заповідний фонд
На землях сільради розташовано заповідне урочище місцевого значення Вергунове.